# Liste de jeux Tengen
La liste de jeux Tengen répertorie les jeux vidéo publiés par Tengen de 1987 à 1994,.

## Amstrad CPC
- APB: All Points Bulletin (1989)
- Badlands (1990)

## Nintendo Entertainment System
- After Burner (1989)
- Airball (non sorti)
- Alien Syndrome (1989)
- Fantasy Zone (1989)
- Gauntlet II (1990)
- Gauntlet II (1990)
- Gauntlet (1988)
- Indiana Jones and the Temple of Doom (1988)
- Klax (1990)
- Ms. Pac-Man (1990)
- Pac-Man (1989)
- Pac-Mania (1990)
- R.B.I. Baseball (1988)
- R.B.I. Baseball 2 (1990)
- R.B.I. Baseball 3 (1991)
- Road Runner (1989)
- Rolling Thunder (1989)
- Shinobi (1989)
- Skull & Crossbones (1990)
- Super Sprint (1988)
- Tetris (1989)
- Toobin' (1989)
- Vindicators (1988)

## PC Engine
- Hatris (1991)
- Klax (1990

## Mega Drive
- Davis Cup World Tour (1993)
- Dragon's Revenge (1993)
- F1 (1993)
- Gauntlet 4 (1993)
- Gauntlet (1993)
- Hard Drivin' (1991)
- James Bond 007: The Duel (1993)
- MIG-29 Fighter Pilot (1993)
- Ms. Pac-Man (1992)
- Pac-Mania (1992)
- Paperboy (1992)
- Pit-Fighter (1991)
- R.B.I. Baseball 4 (1992)
- Rampart (1992)
- RoadBlasters (1992)
- Slap Fight MD (1993)
- Snow Bros. - Nick & Tom (1993)
- Steel Talons (1993)
- V-Five (1994

## Master System
- Klax (1991)
- Ms. Pac-Man (1991)
- PGA Tour Golf (1991)
- Pac-Mania (1991)
- Rampart (1991

## Game Gear
- Klax (1992)
- Magical Puzzle Popils (1991)
- Marble Madness (1992)
- PGA Tour Golf (1991)
- Paperboy II (1992)
- Paperboy (1991)
- Tengen World Cup Soccer Model (1993)
- Tengen World Cup Soccer (1993

## Mega Drive
- Awesome Possum Kicks Dr. Machino's Butt! (1993)
- Grind Stormer (1994)
- Prince of Persia (1993)
- R.B.I. Baseball '93 (1993)
- R.B.I. Baseball 3 (1991)
- R.B.I. Baseball 4 (1992)
- Race Drivin' (1993)
- Rampart (1991)
- RoadBlasters (1991)
- Steel Talons (1992)

## Mega-CD
- Robo Aleste (1993)